# Ligne de Falaise à Berjou
La ligne de Falaise à Berjou est une ancienne ligne de chemin de fer française à écartement standard et à voie unique non électrifiée du département du Calvados. Elle reliait la gare de Falaise, raccordée à la ligne du Mans à Mézidon, à la gare de Berjou, sur la ligne de Caen à Cerisy-Belle-Étoile.

## Histoire

### Genèse du projet
Le conseil général du Calvados, dans sa séance du 28 août 1852, reconnait la nécessité de construire une ligne de chemin de fer entre Mézidon et Granville en passant par Falaise et Condé-sur-Noireau. Le projet n'est pas réalisé en tant que tel, mais l'ouverture successive de plusieurs lignes reprend cet itinéraire. En février 1859, la ligne Le Mans - Argentan est prolongée jusqu'à Mézidon et, en décembre de la même année, un embranchement est ouvert entre la gare de Coulibœuf et Falaise. En 1868, une courte ligne est ouverte entre Flers et Berjou via Condé-sur-Noireau. En 1867–1870, la ligne Paris - Flers est prolongée jusqu'à Granville par Vire. Seule la liaison directe Falaise - Condé-sur-Noireau n'est donc pas réalisée à la fin des années 1860.
Le 30 août 1869, le conseil général décide d'étoffer le réseau ferré national en établissant cinq lignes de chemin de fer d'intérêt local. L'un de ces projets vise à raccorder par une nouvelle ligne la gare de Berjou à celle de Falaise afin de relier directement cette ville à Condé-sur-Noireau. M. Amand-Guilet reçoit le 10 juin 1869 la concession de la ligne assortie d'une subvention de 1 620 000 francs. La ligne est déclarée d'utilité publique, à titre d'intérêt local, et la convention de concession approuvée par un décret impérial signé le 11 mai 1870,. L'entrepreneur avance les fonds, mais le projet est ajournée du fait de la guerre franco-prussienne de 1870. Après la défaite, les circonstances sont peu propices au projet ; le conseil général, sur recommandation du préfet, décide le 3 novembre 1871 de temporiser le projet. Le 28 septembre 1872, la concession est reprise par la Compagnie des chemins de fer normands et la ligne est finalement ouverte le 15 avril 1874.

### Une exploitation difficile
Trois ans après l'ouverture de la ligne, la Compagnie des chemins de fer normands est placée en liquidation. Le Préfet doit assurer provisoirement l'exploitation de la ligne de Falaise à Berjou à partir du 1er mai 1877. La compagnie concessionnaire étant incapable de reprendre l'exploitation, le conseil général déclare le 1er août 1877 sa déchéance. Le Conseil général essaie par deux fois de faire adjuger la concession par folle enchère, mais personne ne manifeste l'intention de concourir à l'adjudication. L'ancien concessionnaire est donc déchu de tous ses droits. La propriété des ouvrages exécutés, des matériaux approvisionnés, ainsi que des parties de chemin de fer livrées et déjà en exploitation est transférée au département. L'État par contre assure à titre définitif l'exploitation de la ligne. Le 24 décembre 1877, le conseil général invite la Compagnie des chemins de fer de l'Ouest à reprendre l'exploitation de la ligne Falaise-Berjou à partir du 1er janvier 1878. La ligne est définitivement incorporée au réseau de l'Ouest par la loi du 15 mars 1886,.
Le 18 novembre 1908, l'État rachète la Compagnie des chemins de fer de l'Ouest. La ligne est dès lors gérée par l'Administration des chemins de fer de l'État. Comme sur beaucoup d'autres lignes en France, le service voyageur cesse sur la ligne le 1er mars 1938, quand la SNCF reprend l'exploitation du réseau de l'État. Dans les années 1950, le trafic fret est limité à la section Berjou - Mesnil-Hubert. Le 3 novembre 1969, le trafic cesse sur l'ensemble de la ligne. Toutefois la ligne n'a été officiellement fermée entre Berjou et Cahan (pk 27,182 à 29,317) que le 21 mars 2003. La ligne a été déclassée en plusieurs étapes :
- le 12 novembre 1954, pour la section comprise entre Falaise et Mesnil-Hubert (pk 3,727 à 23,557) [13] ;
- le 14 janvier 1972, pour la section de Mesnil-Hubert - Pont d'Ouilly à Berjou (PK 23,557 à 27,182) [14] ;
- en 1976, à Falaise (pk 2,630 à 3,727)[15] ;
- le 25 février 1993, pour la dernière section de la gare de Falaise (pk 0,000 à 2,630)[16] ;
- le 12 juin 2003, de Cahan à Berjou (PK 27,182 à 29,317)[17].

### Chronologie
- Ouverture :
  - 15 avril 1874
- Fermeture au trafic voyageurs :
  - 1er mars 1938 (rouverte durant la guerre du 6 octobre 1940 à 1942)
- Fermeture au trafic marchandises :
  - 1942 : Fermeture de la section de Falaise à Mesnil-Hubert-Pont-d'Ouilly
  - 3 novembre 1961 : Fermeture de la section de Berjou à Mesnil-Hubert-Pont-d'Ouilly

## Infrastructures
- Viaduc de la Fouillerie au Mesnil-Villement
- Viaduc de Rapilly

La halte de Cahan servit de cadre pour une scène du film de Max Ophüls, le Plaisir, sortie en 1952. 

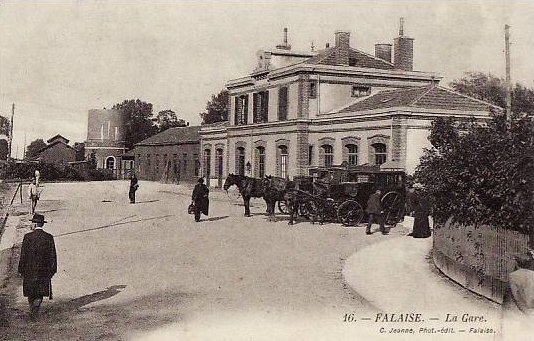
Gare de Falaise
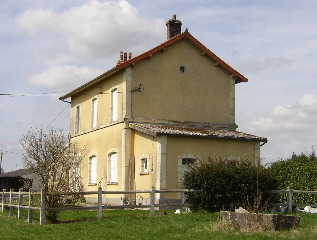
Gare de Martigny
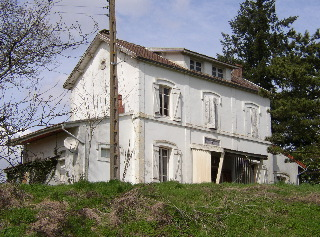
Gare du Mesnil-Vin
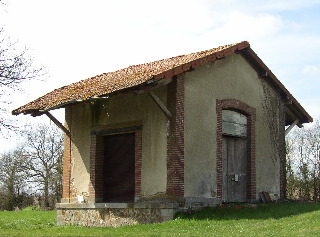
Halle à marchandises du Mesnil-Vin
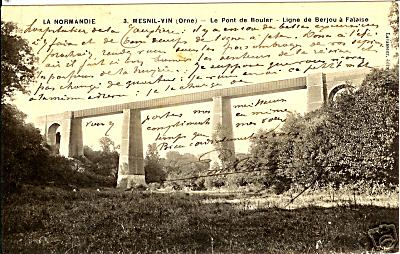
Viaduc de Rapilly, dit aussi pont de Bouler
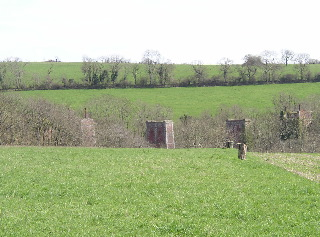
Viaduc de Rapilly
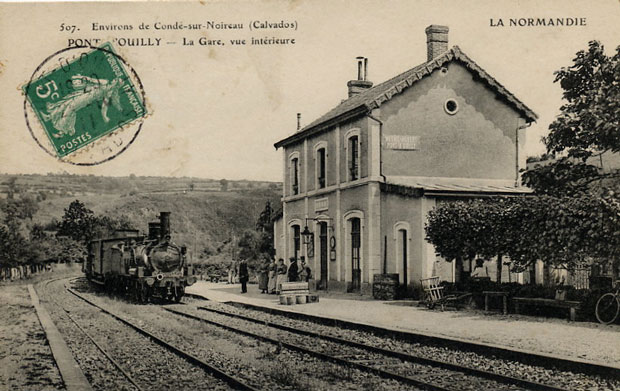
Gare de Pont d’Ouilly au début du XXe siècle
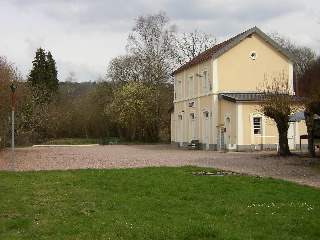
Gare de Pont-d’Ouilly
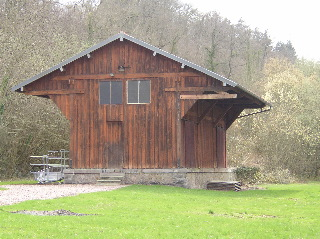
Halle à marchandises de Pont-d’Ouilly
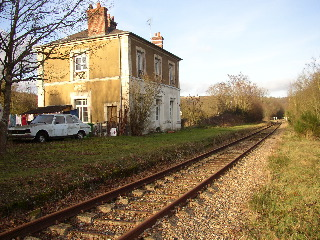
Gare de Berjou